# Euanthia Maltsī
Evanthia Maltsi (in greco Ευανθία Μάλτση?; Goumenissa, 30 dicembre 1978) è un'ex cestista greca.
Alta 180 cm per 75 kg, giocava come ala.

## Carriera
Con la Grecia ha disputato i Giochi olimpici di Atene 2004, due edizioni dei Campionati mondiali (2010, 2018) e sette dei Campionati europei (2001, 2003, 2005, 2007, 2009, 2011, 2017).